# Przewodnictwo elektryczne
Przewodnictwo elektryczne – zjawisko przepływu ładunków elektrycznych zachodzące w materiale pod wpływem zewnętrznego pola elektrycznego.

## Wielkość charakteryzująca przewodnictwo elektryczne
Wielkością charakteryzującą przewodnictwo elektryczne materiału jest konduktywność (przewodność elektryczna właściwa). Ze względu na wartość konduktywności ciała umownie podzieli się na:
- przewodniki, konduktywność σ > 106 1/(Ω m),
- półprzewodniki, 10−8 <  σ < 106 1/(Ω m),
- izolatory σ < 10−8 1/(Ω m).

Konduktywność zależy od koncentracji nośników prądu i ich ruchliwości:
{\displaystyle \sigma =qn\mu }
gdzie: q – ładunek nośników, n – koncentracja nośników, {\displaystyle \mu } – ruchliwość nośników.
Czynnikiem wpływającym na konduktywność wszystkich ciał jest temperatura (jej zmiana może spowodować zmianę zarówno koncentracji, jak i ruchliwości nośników ładunku elektrycznego).

## Mechanizmy przewodnictwa elektrycznego
Zależnie od rodzaju ładunków stanowiących prąd elektryczny wyróżnia się następujące mechanizmy (rodzaje) przewodnictwa elektrycznego:
- elektronowe – nośnikami ładunku są elektrony
- dziurowe – nośnikami ładunku są elektrony poruszające się w paśmie walencyjnym (stosuje się opis przewodnictwa za pomocą poruszającej się „dziury” o ładunku dodatnim)
- jonowe – nośnikami ładunku są jony
- mieszane – nośnikami ładunku są zarówno elektrony, jak i jony.

## Przewodnictwo przewodników
Do przewodników zalicza się ciała stałe, w których nad całkowicie wypełnionym pasmem walencyjnym znajduje się częściowo zapełnione pasmo przewodnictwa lub gdy pasmo obsadzone zachodzi na pasmo puste. Elektrony znajdujące się w paśmie przewodnictwa nie są związane z konkretnym atomem, ale mogą przemieszczać się w całej objętości przewodnika. Są to głównie metale, a taki charakter przewodnictwa nazywa się „metalicznym”, nawet jeżeli materiał metalem nie jest. Po przyłożeniu do kawałka przewodnika napięcia wytworzy się pole elektryczne, które działa na elektrony, zmieniając rozkład ich prędkości. Elektrony poruszające się w kierunku przeciwnym do kierunku działającej siły są hamowane, natomiast elektrony poruszające się zgodnie z tym kierunkiem są przyspieszane. Takie ciała dobrze przewodzą prąd elektryczny.

## Przewodnictwo półprzewodników
Izolatory i półprzewodniki wyróżnia to, że nad całkowicie zapełnionym pasmem walencyjnym znajduje się puste pasmo przewodnictwa oddzielone pasmem energii wzbronionych. W półprzewodnikach przerwa energetyczna jest na tyle niewielka, że w temperaturze pokojowej, energia cieplna elektronów wystarcza do przeniesienia pewnej ich liczby z pasma walencyjnego do pasma przewodnictwa. Przeniesione elektrony mogą brać udział w przepływie prądu elektrycznego, a po przejściu do pasma przewodnictwa zostawiają w pasmie walencyjnym nieobsadzony dozwolony poziom energetyczny, który umownie nazywa się dziurą. Elektrony z pasma walencyjnego, mogą się przemieszczać zajmując miejsce sąsiadującej dziury, przewodzenie prądu elektrycznego opisuje się więc za pomocą elektronów i dziur.
Przewodnictwo półprzewodników charakteryzuje się znaczną podatnością na czynniki zewnętrzne (temperaturę, pole elektromagnetyczne); jest też wrażliwe na domieszkowanie atomami innych pierwiastków. Zwiększenie koncentracji dziur i elektronów w wyniku działania czynników innych niż temperatura, na przykład promieniowania elektromagnetycznego, nazywa się generacją nośników, a nośniki takie nazywa się nierównowagowymi.
Przewodnictwo elektryczne półprzewodników, ze względu na pochodzenie nośników, można podzielić na:
- samoistne – gdy elektrony i dziury są generowane termicznie
- domieszkowe.

## Przewodnictwo dielektryków
Własności elektryczne dielektryków (izolatorów) i półprzewodników zależą od temperatury i szerokości pasma wzbronionego. Krystaliczne ciało stałe jest tym lepszym izolatorem, im niższa jest temperatura i im większą ma szerokość pasma wzbronionego. Duża przerwa energetyczna powoduje, że w dielektrykach jedynie niewielka liczba elektronów uzyskuje energię wystarczającą do przejścia do pasma przewodnictwa.
W dielektrykach występuje również przewodnictwo jonowe i mieszane.